# ليو فيشر
ليو فيشر (بالإنجليزية: Leo Fischer)‏ هو كاتب أمريكي، ولد في 20 سبتمبر 1897، وتوفي في 1 أكتوبر 1970.